# Хилдеберт I
Хилдеберт I (Childebert I.; * ок. 497, Реймс, Франция; † 23 декември 558, Париж, Франска държава) е крал на франките, управлявал през 511 – 558 г., от династията на Меровингите.

## Живот
Той е четвъртият син на Хлодвиг I и третият син от брака му с Клотилда Бургундска, дъщеря на частичния крал на Кралство Бургундия Хилперих II и Каратена. Освен по-големия му полубрат Теодорих I той има още трима братя – Хлодомер, Хлотар I и Ингомер, който умира като дете, и сестра Клотилда Млада, която се омъжва за Амаларих.
През 511 г., след смъртта на баща им, четиримата братя Теодорих, Хлодомер, Хлотар и Хилдеберт разделят царство помежду си. Хилдеберт получава частта между Сома и Лоара (Бретан, Нормандия и Бри) с резиденция в Париж, също и западна част от Аквитания.
От 522 до 523 г. Хилдеберт заедно с братята си Хлодомер и Хлотар воюва против Бургундия. След смъртта на Хлодомер през 524, в поход против Бургундия, Хилдеберт и Хлотар убиват неговите трима малки сина, и си поделят територията му.
Хилдеберт I опитва безуспешно да вземе Оверн от полубрат си Теодорих I. След това осиновява Теодеберт I, единственият син на Теодорих I, но той умира през 547/548 г. След покоряването на Бургундия, той получава части от Бургундия и Прованс.
Хилдеберт I води войни с вестготите на Амаларих и ги побеждава през 531 г. в битката при Нарбона.
През 512 г. той се жени за Ултрогота (Ултрогото,  Vulthrogotha или Ultrogota), от готски произход, с която има две дъщери Хродосвинта и Хродоберга, но няма син. Понеже няма наследник, след смъртта му през 558 г. неговото царство попада под владението на брат му Хлотар I.
Той е първият меровинг, погребан в Парижкото абатство St. Vincent (по-късно Сен Жермен де Пре).